# Korenmarkt (Mechelen)

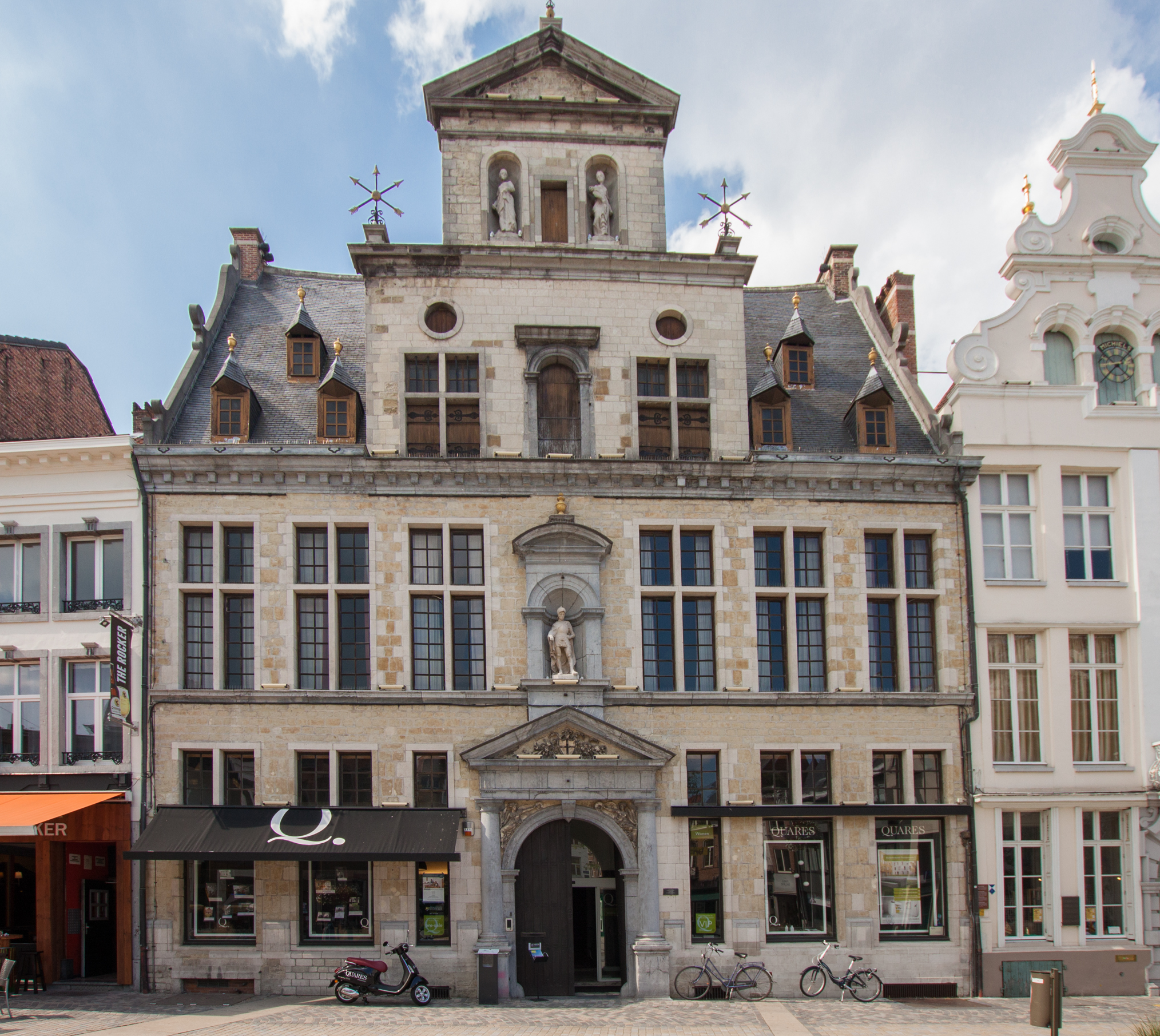
Lakenhuis op de Korenmarkt.

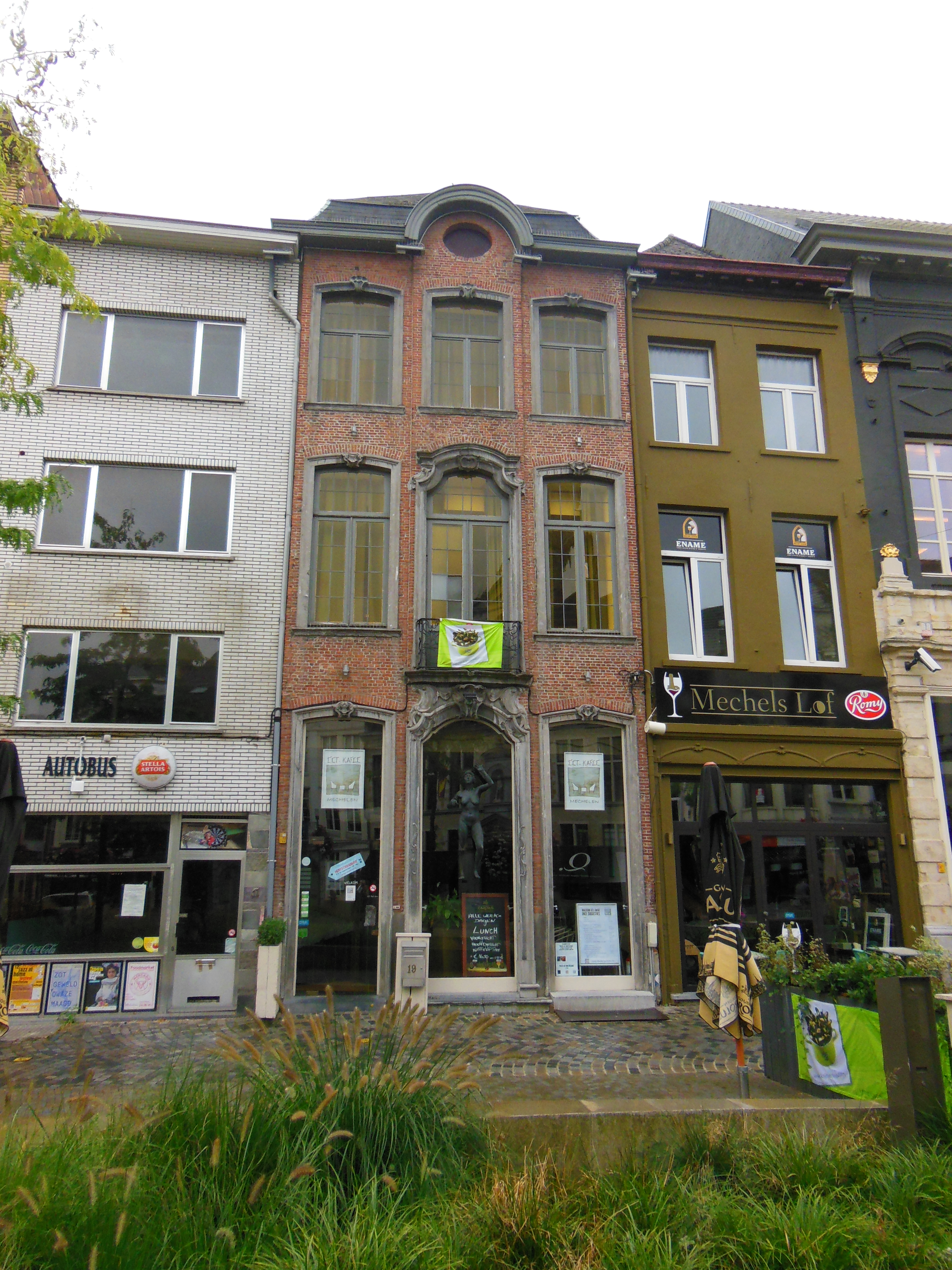
Korenmarkt 19, al vermeld in 1473 als De Kar. In 1774 werd de houten gevel vervangen door een stenen. In 1860 kwam hier café Brouwershuis.

De Korenmarkt (ook wel Graanmarkt) is een straat in het centrum van Mechelen, die zich bevindt tussen de Mechelse Brusselpoort op de ringweg en de IJzerenleen. De markt is het op een na hoogste niveau van de stad, alleen de nabij gelegen Onze-Lieve-Vrouw-over-de-Dijlekerk (aan de Onze-Lieve-Vrouwestraat) ligt hoger.
De Korenmarkt wordt beschouwd als de plaats van de eerste bewoning in Mechelen en het beginpunt van de stad. Eeuwen later werd, ter ere van de Mechelse patroonheilige Sint-Rombout, aan de overkant van de rivier Dijle een kapel gebouwd wat leidde tot een toevloed van pelgrims, waardoor de stad gevoelig uitbreidde. In de Middeleeuwen werd de kapel vervangen door de Sint-Romboutskathedraal. De Korenmarkt werd in de 13e eeuw al vermeld onder deze naam. De oudste bebouwing op de huidige markt zijn enkele romaanse kelders onder huisnummer 47-49.
De Korenmarkt is langs alle kanten omgeven door kleine zelfstandige winkels en cafés en telt verschillende historische gebouwen:
- De Akeley (nummer 36), dit huis stond al bekend onder deze naam in 1533. Het werd in 1727 heropgebouwd, zoals vermeld staat in de gevelsteen.
- Sint-Jacob (nummers 30-32), deze afspanning werd al vermeld in 1471. In de 13e eeuw stond op deze plaats het koren- of meelhuis. In 1774 werd de houten gevel vervangen door een stenen gevel.
- Nummer 12, het oorspronkelijke gebouw werd verwoest tijdens de Eerste Wereldoorlog en rond 1919 werd een huis in art decostijl opgetrokken naar plannen van architect Chabot.
- Den Duytsch/Lakenhuis/Hof van Schoofs (nummer 8).
- Het Vosken (nummer 9), deze huisnaam werd al in 1474 vermeld in een schepenakte. Tot 1773 stonden hier drie huizen die herbouwd werden tot een gebouw met een vos in het smeedijzeren traliewerk boven de deur.
- Hof van Cortenbach (nummers 23-29).[1]